# Caralluma sarkariae
Caralluma sarkariae là một loài thực vật có hoa trong họ La bố ma. Loài này được Lavranos & R.M.I.Frandsen mô tả khoa học đầu tiên năm 1978.